# سمك مجدافي
السمك المجدافي ويعرف أيضًا باسم ملك الرنجة، هو سمك كبير يعيش في جميع المحيطات، يصل طوله أحيانًا إلى 11م. وهناك زعنفة حمراء طويلة، بطول جسم السمكة المجدافية الفضي، وهي تسبح بحركة متموجة كالثعبان. له دفة مشطية على شكل عرف، لونها أحمر، وهي أطول سمكة بالمحيط.

## معتقدات يابانية
هذا النوع من الأسماك، الذي يتميز بالجسم الطويل الفضي والزعانف الحمراء، عادة ما يعيش في المياه العميقة ونادراً ما يطفو للسطح، بالرغم من وجود أسطورة تقول أنه حين يصعد سمك المجداف إلى سطح الماء فإن ذلك يكون نذيراً بقرب حدوث كارثة.
حتى الاسم الياباني لهذا الصنف من الأسماك، ريوگو نو توكاي – والتي تعني “مرسال قصر الملك التنين” – وهو ما يشير إلى علاقة بالكوارث الطبيعية في الماضي.
ويعلـِّق هيرويوكي موتومورا، أستاذ علم الأسماك في جامعة كاكوشيما:
| سمك مجدافي | “ربط ظهور سمكة المجداف بتقارير حول نشاط سيزمي تعود إلى سنوات بعيدة، إلا أنه لا يوجد دليل علمي حول وجود علاقة. ولذلك أظن أنه لا يوجد سبب لقلق الناس.” | سمك مجدافي |

إلا أن سمعة سمك المجداف كنذير بدمار قريب ترسخت بعد أن جلبت الأمواج ما لا يقل عن عشر أسماك مجداف ميتة على السواحل الشمالية لليابان في 2010. وفي مارس 2011، وقع زلزال بقوة 9 على مقياس ريختر في شمال اليابان، مما تسبب في تسونامي عاتي، قتل نحو 19,000 شخص ودمّر مفاعل فوكوشيما النووي.
ومع اقتراب الذكرى التاسعة لهذا الزلزال، فإن وسائل التواصل الاجتماعي اليابانية تموج بالقلق من معاودة ظهور سمك المجداف.